# Stine Brun Kjeldaas
Stine Brun Kjeldaas (Oslo, 23 april 1975) is een voormalig  snowboardster uit Noorwegen. Ze vertegenwoordigde haar vaderland op de Olympische Winterspelen 1998 in Nagano en de Olympische Winterspelen 2002 in Salt Lake City. 
Kjeldaas is getrouwd met de Nederlandse snowboardster Cheryl Maas.

## Resultaten

### Snowboarden

#### Olympische Winterspelen
| Jaar | Plaats         | Resultaten   |
| ---- | -------------- | ------------ |
| 1998 | Nagano         | Halfpipe     |
| 2002 | Salt Lake City | 13e Halfpipe |

### Wereldkampioenschappen
| Jaar | Plaats               | Resultaten   |
| ---- | -------------------- | ------------ |
| 1997 | San Candido          | 13e Halfpipe |
| 2001 | Madonna di Campiglio | Halfpipe     |

### Wereldbeker
Eindklasseringen
| Seizoen   | Algemeen          | Halfpipe           |
| --------- | ----------------- | ------------------ |
| 1996/1997 | 48e 167,00 punten | 17e 1000,00 punten |
| 1997/1998 | 20e 408,00 punten | · 3260,00 punten   |
| 2000/2001 | 23e 422,00 punten | · 3800,00 punten   |
| 2001/2002 | -                 | 33e 600,00 punten  |
| 2002/2003 | -                 | 24e 800,00 punten  |
| 2003/2004 | -                 | 47e 240,00 punten  |

Wereldbekerzeges
| Datum            | Plaats             | Onderdeel |
| ---------------- | ------------------ | --------- |
| 16 februari 1997 | Kanbayashi         | Halfpipe  |
| 7 januari 1998   | Sankt Moritz       | Halfpipe  |
| 18 november 2000 | Tignes             | Halfpipe  |
| 10 december 2000 | Whistler Blackcomb | Halfpipe  |
| 17 december 2000 | Mont-Sainte-Anne   | Halfpipe  |